# Pseudopostega latifurcata
Pseudopostega latifurcata là một loài bướm đêm thuộc họ Opostegidae. Nó được miêu tả bởi Donald R. Davis và Jonas R. Stonis, 2007. Nó được tìm thấy ở Puerto Rico, quần đảo Virgin, Dominica và Costa Rica.
Chiều dài cánh sau của ssp. latifurcata là 2.6–3 mm. 

## Phụ loài
- Pseudopostega latifurcata latifurcata (Puerto Rico, quần đảo Virgin và Dominica)
- Pseudopostega latifurcata apoclina (Costa Rica)